# 死ぬことと生きること
『死ぬことと生きること』（しぬことといきること）は、日本の写真家 、土門拳が、1974年（昭和49年）に発表した、全二冊からなる 随筆集の名称である。

## 作品の概要
土門拳が、1940年代から1960年代にかけて、「フォトアート」などのカメラ雑誌や自身の写真集に載せた文章に、未発表のものを加えてまとめたもので、土門拳のはじめての随筆集となった。正篇、続篇の二冊から成っており、内容は自身の生い立ち、撮影時の逸話、写真雑誌「フォトアート」の月例審査員を務めていた時期の応募者への書簡、写真についての自分の思想や人生論などについて書かれたものなどが中心となっている。また、土門が自選したモノクロームの写真作品に加え、自分の弟子が土門を撮影した写真なども載録されている。

## 出版状況
『死ぬことと生きること』は、A5判ペーパーバック仕様で、正篇が1974年1月、続篇は同年6月に出版された。杉浦康平が装訂を手がけ、表装の題簽には土門が左手で揮毫した“生”と“死”の墨書が使われている。同年の2月および7月には、愛蔵版が箱入りハードカバー仕様で正篇が700部、続篇が350部限定出版された。
現行版は、2012年12月に正篇のみが、みすず書房より大人の本棚シリーズの一冊としてハードカバー仕様で出版されている。

## 正篇の収録作品タイトル

### テキスト
表記は原書に拠る。括弧内は初出時の記録。
1. まえがき
2. ぼくの名前　（未発表）
3. 略歴　（未発表）
4. 不愉快な写真の話　（未発表）
5. デモ取材と古寺巡礼　（朝日新聞　1968年3月11日）
6. 現状　（雑誌「フォトアート」　1957年7月）
7. 寝顔　（写真集「風貌」　1953年）
8. 棺の上に飾る写真　（同上　1953年）
9. 事実ということ　（雑誌「フォトアート」　1957年3月）
10. 自写像　（同上　1957年5月）
11. 自叙伝　（未発表）
12. 死ぬことと生きること　（未発表）
13. 明成園　（未発表）
14. スランプを恐れないこと　（雑誌「フォトアート」　1958年10月）
15. 写真は沢山撮らなければならぬ　（同上　1956年1月）
16. 写真家志望の青年へ－弟子になりたいという手紙に答えて　（未発表）
17. 肖像写真のこと雑話　（未発表）
18. 梅原龍三郎を怒らせた話　（写真集「風貌」　1953年）
19. 女の写真　（同上）
20. おでこのしわ　（同上）
21. ルイ・ジュヴェの眼玉　（同上）
22. 久保田万太郎の鼻　（同上）
23. マダム・マサコの頬骨　（同上）
24. 近藤勇の写真　（未発表）
25. リアリズムということ　（未発表）
26. 肖像写真について（写真集「風貌」　1953年）
27. 連作と組写真　（未発表）
28. 画題のつけ方－画題は発想と直結する　（未発表）
29. リアリズムは自然主義ではない　（雑誌「カメラ毎日」　1953年12月）
30. 人間の目、カメラの目　（未発表）
31. アマチュアはなぜ写真が下手か　（未発表）
32. 風景写真　（未発表）
33. 手でつかめる風景　（雑誌「カメラ毎日」　1955年10月）
34. 赤いタンツボの話－私の作画精神　（雑誌「朝日カメラ」　1953年8月）
35. あとがき

### 写真
表記は原書に拠る。括弧内は初出写真集と撮影年。
1. 文楽展会場にて　（撮影：八木下弘　1973年）
2. 聖林寺　十一面観音立像頭部　（撮影：土門拳、以下同　「古寺巡礼」　1964年）
3. 神護寺　金堂薬師如来立像面相　（「古寺巡礼」　1962年）
4. 室生寺　弥勒釈迦如来坐像左面相　（「室生寺」　1942～1943年）
5. 浄瑠璃寺　金堂吉祥天立像面相　（同上　1942～1943年）
6. 高見順　（「風貌」　1948年）
7. 斎藤茂吉　（同上　1951年）
8. 梅原龍三郎　（同上　1941年）
9. 志賀潔　（同上　1949年）
10. 伽羅千代萩　政岡　（「文楽」　1943年）
11. 菅原伝授手習鑑より寺子屋の段　千代　吉田文五郎　（同上　1942年）
12. 菅原伝授手習鑑より寺子屋の段　松王丸　吉田栄三　（同上　1943年）
13. 竜安寺石庭　（「古寺巡礼」　1961年）
14. 盲目の双生児　（「ヒロシマ」　1957年）
15. るみえちゃんと妹　（「筑豊のこどもたち」　1959年）
16. おつかい　（「江東のこどもたち」　1955年）

## 続篇の収録作品タイトル

### テキスト
表記は原書に拠る。括弧内は初出時の記録。
1. 日本の山はうるわし－まえがきにかえて
2. 坊主頭　（毎日新聞　1953年9月13日）
3. 自分のこと　（雑誌「写真文化」　1943年3月）
4. 安田靫彦先生の情愛　（写真集「風貌」　1953年）
5. 川合玉堂の防空壕　（同上）
6. 松本治一郎と難波大助　（同上）
7. 吉田一穂の陰徳　（同上）
8. 坂本繁二郎と溶き油　（同上）
9. 囲炉裏端の高村光太郎　（同上）
10. 吉右衛門と撮影助手　（同上）
11. 海老蔵の写真　（同上）
12. こえ　（読売新聞　1955年3月7日）
13. 豊竹山城少掾　（写真集「風貌」　1953年）
14. 吉田文五郎の極り　（同上）
15. 名人吉田栄三　（同上）
16. 鍋焼うどんと鏑木清方　（同上）
17. 齋藤茂吉　（同上）
18. 縁側の虚子　（同上）
19. アマチュア写真家、瀧澤修　（同上）
20. 写真家の外遊　（雑誌「芸術新潮」　1959年8月）
21. 志賀潔博士の信条　（写真集「風貌」　1953年）
22. 弁慶の墓　（写真集「日本の寺」月報　1959年1月）
23. 中尊寺－形あるものは亡びる　（写真集「古寺巡礼」第四集　1971年）
24. 投入堂登攀記　（写真集「古寺巡礼」第三集　1968年）
25. 室生寺について　（写真集「室生寺」　1954年）
26. はじめてのヒロシマ　（写真集「ヒロシマ」　1958年）
27. 原爆病院の患者たち　（同上）
28. 胎児だった少年－梶山健二君の死　（同上）
29. 孤児たちの家－広島戦災児育成所　（同上）
30. 十三年寝たきりの人　（同上）
31. 倶会一処　（同上）
32. 原爆慰霊碑　（同上）
33. 憎悪と失意の日日－ヒロシマはつづいている　（土門拳写真個展　1968年）
34. るみえちゃんはお父さんが死んだ　（写真集「るみえちゃんはお父さんが死んだ」　1960年）
35. 第一回個展について　（土門拳第一回個展　1955年）
36. カメラ・メカニズム小論　（雑誌「芸術新潮」　1956年8月）
37. 庭の写真　（写真集「日本の寺」月報　1959年12月）
38. 蜘蛛の死骸　（写真集「日本の彫刻」月報　1952年3月）
39. 新しい仕事へ　（雑誌「写真文化」　1942年11月）
40. ぼくの好きなもの　（写真集「古寺巡礼」第四集　1971年）
41. あとがき

### 写真
表記は原書に拠る。括弧内は出典となった写真集と撮影年。
1. 山形県東田川郡朝日村田麦俣にて　（撮影：添畑薫　1973年）
2. 市川海老蔵　（撮影：土門拳、以下同　「風貌」）
3. 中村吉右衛門　（同上　1951年）
4. 川合玉堂　（同上　1942年）
5. 坂本繁二郎　（同上　1951年）
6. 大野寺磨崖仏　（「古寺巡礼」　1962年）
7. 室生川畔うつぎ　（「室生寺」　1942年～1943年）
8. 室生川畔　釣りをする少年　（同上　1942年～1943年）
9. 室生寺金堂西面　（同上　1942年～1943年）
10. 病室　（「ヒロシマ」　1957年）
11. 前頭部醜形瘢痕切除縫合　（同上　1957年）
12. 入院生活　（同上　1957年）
13. 倶会一処　（同上　1957年）
14. なわ飛び　（「江東のこどもたち」　1954年）
15. 腹がけをする子供　（同上　1953年）
16. マチ子巻きをする子供　（1953年）
17. ベイ独楽　（1953年）

## 出版記録
特記あるもの以外は絶版。
- 正篇　1974年（昭和48年）1月20日　築地書館
- 正篇（700部限定愛蔵版）　1974年（昭和49年）2月20日　築地書館
- 正篇　2012年（平成24年）みすず書房　シリーズ大人の本棚　刊行中
- 続篇　1974年（昭和49年）7月10日　築地書館
- 続篇（350部限定愛蔵版）　1974年（昭和49年）8月10日　築地書館